# Guéhenno
Guéhenno é uma comuna francesa na região administrativa da Bretanha, no departamento Morbihan. Estende-se por uma área de 23,19 km². Em 2010 a comuna tinha 809 habitantes (densidade: 34,9 hab./km²).